# صموئيل بيل
صموئيل بيل (بالإنجليزية: Samuel Bell)‏ هو قاضي ومحامي وسياسي أمريكي، ولد في 15 مارس 1770 في لندندري في الولايات المتحدة، وتوفي في 23 ديسمبر 1850 في تشيستر في الولايات المتحدة. حزبياً، نشط في الحزب الجمهوري الديمقراطي. وقد انتخب حاكم نيو هامبشاير ‏ وانتخب عضو مجلس الشيوخ الأمريكي.